# Gaber (ime)
Gaber je moško osebno ime.

## Izvor imena
Ime Gaber verjetno izhaja iz naziva za drevo gaber (Carpinus), možno pa je, da je skrajšana oblika imena Gabrijel.

## Pogostost imena
Po podatkih Statističnega urada Republike Slovenije je bilo na dan 31. decembra 2007 v Sloveniji število moških oseb z imenom Gaber: 210.

## Osebni praznik
V koledarju je ime Gaber skupaj z Gabrijelom; god praznuje 21. septembra.

## Priimek
Iz imena Gaber je nastal tudi priimek Gaber. Na dan 31. decembra 2007 je bilo v Sloveniji
664 oseb s tem priimkom.